# Nannowithius dekeyseri
Espèce
Synonymes
- Plesiowithius dekeyseri Vachon, 1954

Nannowithius dekeyseri est une espèce de pseudoscorpions de la famille des Withiidae.

## Distribution
Cette espèce est endémique de Mauritanie. Elle se rencontre vers Atar.

## Description
Le mâle décrit par Harvey en 2015 mesure 2,9 mm.

## Systématique et taxinomie
Cette espèce a été décrite sous le protonyme Plesiowithius dekeyseri par Vachon en 1954. Elle est placée dans le genre Nannowithius par Harvey en 2015.

## Étymologie
Cette espèce est nommée en l'honneur de Pierre Louis Dekeyser.

## Publication originale
- Vachon, 1954 : Contribution à l'étude du peuplement de la Mauritanie. Pseudoscorpions. Bulletin de l'Institut Français d'Afrique Noire, vol. 16, p. 1022-1030.